# Sympiesis gordius
Sympiesis gordius är en stekelart som först beskrevs av Walker 1839.  Sympiesis gordius ingår i släktet Sympiesis och familjen finglanssteklar. Arten är reproducerande i Sverige. Inga underarter finns listade i Catalogue of Life.